# Copa del Rey 2000/01
Die Copa del Rey 2000/01 war die 97. Austragung des spanischen Fußballpokals.
Der Wettbewerb startete am 30. August 2000 und endete mit dem Finale am 30. Juni 2001 im Olympiastadion Sevilla. Titelverteidiger des Pokalwettbewerbs war Espanyol Barcelona. Den Titel gewann Real Saragossa durch einen 3:1-Erfolg im Finale gegen Celta Vigo. Damit qualifizierte sich der Verein für den UEFA-Pokal 2001/02.

## Erste Hauptrunde
|                         | Gesamt    |                     | Hinspiel | Rückspiel |
| ----------------------- | --------- | ------------------- | -------- | --------- |
| CD Coslada              | 1:5       | CD Mensajero        | 0:1      | 1:4       |
| UD Xove Lago            | 0:5       | CD Ourense          | 0:1      | 0:4       |
| CD Lealtad              | 2:6       | UD San Sebastián    | 1:4      | 1:2       |
| FC La Bañeza            | 2:3       | UD Orotava          | 1:2      | 1:1       |
| SD Lemona               | (a)2:2(a) | FC Barakaldo        | 2:1      | 0:1       |
| UD Fraga                | 2:6       | SD Beasain          | 2:4      | 0:2       |
| SD Noja                 | 2:4       | FC Burgos           | 0:1      | 2:3       |
| CD Aurrerá de Vitoria   | 1:0       | FC Peña Sport       | 0:0      | 1:0       |
| CD Atlético Baleares    | (a)2:2(a) | CF Gandía           | 2:1      | 0:1       |
| FC Balaguer             | 3:5       | CD Burriana         | 2:2      | 1:3       |
| Hércules Alicante       | 2:3       | UDA Gramenet        | 0:1      | 2:2       |
| CD Castellón            | 1:4       | UE Figueres         | 1:1      | 0:3       |
| Club Olímpico de Totana | 0:8       | AD Ceuta            | 0:2      | 0:6       |
| CD Puertollano          | 2:6       | FC Granada Atlético | 2:4      | 0:2       |
| CD Don Benito           | 3:4       | Deportivo Xerez     | 2:1      | 1:3       |
| FC Dos Hermanas         | 3:4       | Polideportivo Ejido | 2:2      | 1:2       |
| CP Almería              | 0:1       | FC Algeciras        | 0:0      | 0:1       |

## Zweite Hauptrunde
|                           | Ergebnis        |                     |
| ------------------------- | --------------- | ------------------- |
| CD Toledo                 | 2:1             | Real Madrid         |
| SD Eibar                  | 0:1             | Real Saragossa      |
| UD Orotava                | 1:1 (2:4 i. E.) | Rayo Vallecano      |
| CD Ourense                | 0:2             | Real Valladolid     |
| CD Mensajero              | 0:1             | Celta Vigo          |
| Universidad Las Palmas    | 0:1             | Deportivo La Coruña |
| CD Teneriffa              | 2:1             | Real Oviedo         |
| Sporting Gijón            | 1:1 (4:5 i. E.) | UD Las Palmas       |
| Racing de Ferrol          | 0:1             | CD Leganés          |
| SD Compostela             | 3:0             | FC Getafe           |
| Atlético Madrid           | 1:0             | UD Salamanca        |
| CD Logroñés               | 0:2             | CA Osasuna          |
| CD Aurrerá de Vitoria     | 0:2             | Athletic Bilbao     |
| Gimnástica de Torrelavega | 2:2 (4:1 i. E.) | Deportivo Alavés    |
| FC Barakaldo              | 1:1 (3:4 i. E.) | CD Numancia         |
| UD Levante                | 3:0             | UE Lleida           |
| Polideportivo Ejido       | 1:2             | FC Granada Atlético |
| FC Granada                | 1:0             | Recreativo Huelva   |
| Real Jaén                 | 2:1             | Betis Sevilla       |
| FC Córdoba                | 0:2             | CD Badajoz          |
| Deportivo Xerez           | 2:1             | FC Sevilla          |
| FC Burgos                 | 0:2             | Racing Santander    |
| Real Murcia               | 3:1             | FC Elche            |
| SD Beasain                | 2:1             | Real Sociedad       |
| Albacete Balompié         | 0:1             | Espanyol Barcelona  |
| UDA Gramenet              | 0:1             | FC Valencia         |
| FC Gandía                 | 0:3             | FC Barcelona        |
| UE Figueres               | 0:2             | RCD Mallorca        |
| CD Burriana               | 1:2             | FC Villarreal       |
| FC Algeciras              | 0:3             | FC Extremadura      |
| AD Ceuta                  | 3:2             | FC Málaga           |

UD San Sebastián erhielt ein Freilos.

## Dritte Hauptrunde
|                           | Ergebnis        |                     |
| ------------------------- | --------------- | ------------------- |
| Gimnástica de Torrelavega | 2:1             | UD Las Palmas       |
| SD Beasain                | 0:3             | Real Saragossa      |
| CD Toledo                 | 0:1             | Rayo Vallecano      |
| UD San Sebastián          | 1:2             | Athletic Bilbao     |
| SD Compostela             | 1:3             | Celta Vigo          |
| CD Teneriffa              | 3:2             | Deportivo La Coruña |
| Atlético Madrid           | 3:1             | CA Osasuna          |
| FC Extremadura            | 2:1             | Real Valladolid     |
| CD Leganés                | 2:0             | CD Numancia         |
| Deportivo Xerez           | 0:3             | RCD Mallorca        |
| AD Ceuta                  | 0:3             | FC Barcelona        |
| FC Granada                | 1:1 (4:2 i. E.) | FC Villarreal       |
| FC Granada Atlético       | 4:4 (6:5 i. E.) | FC Valencia         |
| UD Levante                | 0:2             | Espanyol Barcelona  |
| Real Jaén                 | 1:1 (8:9 i. E.) | Real Murcia         |
| CD Badajoz                | 0:4             | Racing Santander    |

## Achtelfinale
|                           | Gesamt          |                    | Hinspiel | Rückspiel |
| ------------------------- | --------------- | ------------------ | -------- | --------- |
| Real Murcia               | 3:7             | Real Saragossa     | 2:3      | 1:4       |
| FC Extremadura            | 1:2             | Espanyol Barcelona | 1:1      | 0:1       |
| Gimnástica de Torrelavega | 0:1             | FC Barcelona       | 0:1      | 0:0       |
| Atlético Madrid           | 4:2             | Rayo Vallecano     | 2:2      | 2:0       |
| CD Leganés                | (a)2:2(a)       | Celta Vigo         | 1:2      | 1:0       |
| FC Granada Atlético       | 0:0 (4:5 i. E.) | FC Granada         | 0:0      | 0:0       |
| CD Teneriffa              | 0:4             | RCD Mallorca       | 0:2      | 0:2       |
| Racing Santander          | 2:0             | Athletic Bilbao    | 2:0      | 0:0       |

## Viertelfinale
|                    | Gesamt |                 | Hinspiel | Rückspiel |
| ------------------ | ------ | --------------- | -------- | --------- |
| FC Granada         | 1:4    | Atlético Madrid | 0:1      | 1:3       |
| Celta Vigo         | 4:3    | RCD Mallorca    | 3:1      | 1:2       |
| Espanyol Barcelona | 2:3    | FC Barcelona    | 1:2      | 1:1       |
| Racing Santander   | 1:3    | Real Saragossa  | 1:1      | 0:2       |

## Halbfinale
|                 | Gesamt |                | Hinspiel | Rückspiel |
| --------------- | ------ | -------------- | -------- | --------- |
| Celta Vigo      | 4:2    | FC Barcelona   | 3:1      | 1:1       |
| Atlético Madrid | 1:2    | Real Saragossa | 0:2      | 1:0       |

## Finale
| Real Saragossa                            | Real Saragossa | Celta Vigo | Celta Vigo |
| ----------------------------------------- | --- | --- | ---------- |
| Real Saragossa                            | \| 30. Juni 2001 in Sevilla (Olympiastadion) \| \| Ergebnis: 3:1 (2:1) \| \| Zuschauer: 35.000 \| \| Schiedsrichter: José María García-Aranda \|                                                                                      | \| 30. Juni 2001 in Sevilla (Olympiastadion) \| \| Ergebnis: 3:1 (2:1) \| \| Zuschauer: 35.000 \| \| Schiedsrichter: José María García-Aranda \|                                                                                          | Celta Vigo |
| Real Saragossa                            | César Láinez – Miguel Rebosio (77. Luis Carlos Cuartero), Paco, Xavier Aguado , Pablo Díaz – Sergei Gurenko, Roberto Acuña, José Ignacio, Juanele – Jamelli (67. Yordi), Martín Vellisca (88. Ander Garitano) Cheftrainer: Luis Costa | Pablo Cavallero – Juan Velasco (67. Edu), Eduardo Berizzo, Fernando Cáceres, Juanfran – Juan José Jayo, Everton Giovanella, Waleri Karpin, Alexander Mostowoi – Gustavo López (80. Benni McCarthy), Catanha Cheftrainer: Víctor Fernández | Celta Vigo |
| Real Saragossa                            | 1:1 Xavier Aguado (6.) 2:1 Jamelli (37.) 3:1 Yordi (90.) | 0:1 Alexander Mostowoi (4.) | Celta Vigo |
| Real Saragossa                            | Jamelli (47.), José Ignacio (78.), Pablo Díaz (90.), César Láinez (90.) | Eduardo Berizzo (35.), Juanfran (50.) | Celta Vigo |
| Real Saragossa                            | Pablo Díaz (90.) | | Celta Vigo |
| 30. Juni 2001 in Sevilla (Olympiastadion) | | |            |
| Ergebnis: 3:1 (2:1)                       | | |            |
| Zuschauer: 35.000                         | | |            |
| Schiedsrichter: José María García-Aranda  | | |            |